# Organización territorial de Letonia

Organización territorial de Letonia desde el 1 de julio de 2021.

La República de Letonia se compone, según la reorganización que entró en vigor el 1 de julio de 2021, de 36 municipios (en letón: novadi) y 7 ciudades autónomas (valstspilsētas, plural).

## Historia
Tras la anexión de la primera República de Letonia por parte de la Unión Soviética, la subdivisión del país se estableció en 3 óblast. En 1949 los soviéticos llevaron a cabo una reforma administrativa, como resultado de la cual los condados y parroquias fueron reemplazados por distritos y aldeas, respectivamente. Con el tiempo, los límites del distrito se cambiaron varias veces.
Después de que Letonia recuperó su independencia en 1991, se disolvieron las aldeas y en lugar se recrearon las parroquias, si bien los distritos conservaron su estatus; Letonia se componía entonces de 26 distritos y 7 ciudades autónomas. Tras la reforma territorial que entró en vigencia el 1 de julio de 2009, el país se subdividió en 110 municipalidades (en letón: novadi) y 9 ciudades republicanas (en letón: Republikas pilsētas), cada una con su propia administración.
El 10 de junio de 2020, el Saeima aprobó una reforma municipal que reduciría los 110 municipios y 9 ciudades republicanas a cuarenta y dos unidades de gobierno local que consisten en 36 municipios (novadi) y 7 ciudades estatales (valstspilsētas, plural). El 1 de junio de 2021, el Tribunal Constitucional de Letonia dictaminó que la anexión del municipio de Varakļāni al de Rēzekne era inconstitucional. En respuesta, el Saeima decidió preservar la existencia del municipio de Varakļāni como una 43.ª unidad de gobierno local.

## División administrativa actual

### Ciudades estatales
La ley de 2020 sobre territorios administrativos y áreas pobladas designó a Ogre y las nueve ciudades republicanas anteriores como ciudades estatales. También preveía la promoción de Iecava y Koknese al estatus de ciudad estatal el 1 de julio de 2021. Sin embargo, bajo la misma ley, solo las siete ciudades estatales enumeradas en la siguiente tabla tendrán gobiernos locales que son independientes de cualquier municipio. Las ciudades estatales de Jēkabpils y Valmiera se convirtieron en parte del municipio de Jēkabpils y el municipio de Valmiera, respectivamente, el 1 de julio de 2021.
| N.º | Ciudad     | Población (estimación 2021) | PRB en miles de millones de €, 2018 | PRB per cápita en €, 2018 |
| --- | ---------- | --------------------------- | ----------------------------------- | ------------------------- |
| 1.  | Daugavpils | 80 627                      | 0.693                               | 8 400                     |
| 2.  | Jelgava    | 55 336                      | 0.583                               | 10 400                    |
| 3.  | Jūrmala    | 50 248                      | 0.421                               | 8 600                     |
| 4.  | Liepāja    | 67 964                      | 0.897                               | 13 000                    |
| 5.  | Rēzekne    | 26 839                      | 0.283                               | 10 100                    |
| 6.  | Riga       | 614 618                     | 16.395                              | 25 800                    |
| 7.  | Ventspils  | 33 372                      | 0.470                               | 13 600                    |

### Municipios
La tabla siguiente contiene los 35 municipios de Letonia:
| Municipio  | Municipio | Municipio   | Municipio | Municipio | Municipio          | Municipio | Municipio | Municipio | Municipio |
| ---------- | --------- | ----------- | --------- | --------- | ------------------ | --------- | --------- | --------- | --------- |
| Aizkraukle | Alūksne   | Augšdaugava | Ādaži     | Balvi     | Bauska             | Cēsis     | Dobele    | Gulbene   |           |
| Jelgava    | Jēkabpils | Ķekava      | Krāslava  | Kuldīga   | Kurzeme Meridional | Limbaži   | Līvāni    | Ludza     |           |
| Madona     | Mārupe    | Ogre        | Olaine    | Preiļi    | Rēzekne            | Ropaži    | Salaspils | Saldus    |           |
| Saulkrasti | Sigulda   | Smiltene    | Talsi     | Tukums    | Valka              | Valmiera  | Ventspils |           |           |

## División administrativa previa a 2021

### Ciudades republicanas (2009-2021)
| Número | Ciudad republicana |
| ------ | ------------------ |
| 1.     | Daugavpils         |
| 2.     | Jēkabpils          |
| 3.     | Jelgava            |
| 4.     | Jūrmala            |
| 5.     | Liepāja            |
| 6.     | Rēzekne            |
| 7.     | Riga               |
| 8.     | Valmiera           |
| 9.     | Ventspils          |

### Municipios (2009-2021)
La tabla siguiente contiene los antiguos 110 municipios de Letonia, por orden alfabético:
| Municipio | Municipio  | Municipio | Municipio   | Municipio  | Municipio | Municipio | Municipio   | Municipio    | Municipio |
| --------- | ---------- | --------- | ----------- | ---------- | --------- | --------- | ----------- | ------------ | --------- |
| Aglona    | Aizkraukle | Aizpute   | Aknīste     | Aloja      | Alsunga   | Alūksne   | Amata       | Ape          | Auce      |
| Ādaži     | Babīte     | Baldone   | Baltinava   | Balvi      | Bauska    | Beverīna  | Brocēni     | Burtnieki    | Carnikava |
| Cēsis     | Cesvaine   | Cibla     | Dagda       | Daugavpils | Dobele    | Dundaga   | Durbe       | Engure       | Ērgļi     |
| Garkalne  | Grobiņa    | Gulbene   | Iecava      | Ikšķile    | Inčukalns | Ilūkste   | Jaunjelgava | Jaunpiebalga | Jaunpils  |
| Jēkabpils | Jelgava    | Kandava   | Kārsava     | Koknese    | Krāslava  | Krimulda  | Krustpils   | Kuldīga      | Ķegums    |
| Ķekava    | Lielvārde  | Līgatne   | Limbaži     | Līvāni     | Lubāna    | Ludza     | Madona      | Mālpils      | Mārupe    |
| Mazsalaca | Mērsrags   | Naukšēni  | Nereta      | Nīca       | Ogre      | Olaine    | Ozolnieki   | Pārgauja     | Pāvilosta |
| Pļaviņas  | Preiļi     | Priekule  | Priekuļi    | Rauna      | Rēzekne   | Riebiņi   | Roja        | Ropaži       | Rucava    |
| Rugāji    | Rundāle    | Rūjiena   | Salacgrīva  | Sala       | Salaspils | Saldus    | Saulkrasti  | Sēja         | Sigulda   |
| Skrīveri  | Skrunda    | Smiltene  | Stopiņi     | Strenči    | Talsi     | Tērvete   | Tukums      | Vaiņode      | Valka     |
| Valmiera  | Varakļāni  | Vārkava   | Vecpiebalga | Vecumnieki | Ventspils | Viesīte   | Viļaka      | Viļāni       | Zilupe    |